# سیارک ۲۰۶۳۹
سیارک ۲۰۶۳۹ (به انگلیسی: 20639 Michellouie، نامگذاری:1999TD109) بیست هزار و ششصد و سی و نهمین سیارک کشف شده‌است که در ۴ اکتبر ۱۹۹۹ کشف شد.
قدر مطلق سیارک برابر ۲۰.۴ است.